# 2020년 12월 죽음
다음은 2020년 12월에 사망한 저명한 인물 목록이다.
- 12월 1일 - 오스트레일리아의 영화배우 휴 키스번
- 12월 2일
  - 대한민국의 정치인 심기섭
  - 러시아의 영화배우 보리스 플로트니코프
  - 프랑스의 제20대 대통령 발레리 지스카르 데스탱
  - 파키스탄의 총리 자파룰라 칸 자말리
  - 미국의 10종경기선수 레이퍼 존슨
- 12월 3일
  - 대한민국의 정치인 박규식
  - 캐나다의 작곡가 앙드레 가뇽
- 12월 5일 - 중화인민공화국의 정치인 쉬서우성
- 12월 6일 - 우루과이의 정치인 타바레 바스케스
- 12월 7일 - 미국의 군인 척 예거
- 12월 8일
  - 대한민국의 극작가 박현숙
  - 아르헨티나의 축구감독 알레한드로 사벨라
- 12월 9일
  - 대한민국의 정치인 신국환
  - 대한민국의 정치인 정광호
  - 이탈리아의 축구선수 파올로 로시
  - 벨라루스의 정치인 뱌차슬라우 케비치
- 12월 10일
  - 잉글랜드의 영화배우 바버라 윈저
  - 미국의 영화배우 톰 리스터 주니어
- 12월 11일 - 대한민국의 영화감독 김기덕
- 12월 12일
  - 영국의 소설가 존 르 카레
  - 미국의 가수 찰리 프라이드
  - 스위스의 물리학자 잭 스타인버거
- 12월 13일 - 에스와티니의 정치인 암브로세 만드불로 들라미니
- 12월 14일 - 프랑스의 축구감독 제라르 울리에
- 12월 15일 - 프랑스의 영화배우 카롤린 셀리에
- 12월 16일
  - 대한민국의 사회기관단체인 윤근환
  - 스위스의 정치인 플라비오 코티
- 12월 17일
  - 잉글랜드의 영화배우 제러미 불럭
  - 부룬디의 군인 피에르 부요야
  - 우크라이나의 정치인 헨나디 케르네스
- 12월 18일
  - 대한민국의 배우 박윤배
  - 오스트레일리아의 총독 마이클 제프리
  - 일본의 성직자 오카다 다케오
- 12월 21일 - 대한민국의 소설가 남정현
- 12월 22일
  - 대한민국의 음악가 이강숙
  - 프랑스의 영화배우 클로드 브라소
  - 미국의 가수 레슬리 웨스트
  - 시리아의 정치인 무하마드 무스타파 메로
- 12월 24일 - 대한민국의 지방의회의원 김영석
- 12월 25일 - 말리의 정치인 수마일라 시세
- 12월 26일
  - 대한민국의 지방의회의원 임재구
  - 소련의 스파이 조지 블레이크
  - 미국의 프로레슬링선수 브로디 리
  - 미국의 야구선수 필 니크로
- 12월 27일
  - 대한민국의 침술사 김남수
  - 일본의 정치인 하타 유이치로
- 12월 28일
  - 영국의 피아니스트 푸총
  - 멕시코의 작곡가 아르만도 만사네로
- 12월 29일
  - 프랑스의 패션디자이너 피에르 가르뎅
  - 프랑스의 피아니스트 클로드 볼링
- 12월 30일
  - 미국의 영화배우 돈 웰스
  - 미국의 영화배우 아돌포 퀴노네스
- 12월 31일
  - 프랑스의 영화감독 로베르 오셍
  - 스코틀랜드의 축구감독 토미 도허티